# Ekstremisme
Ekstremisme betegner en yderligtgående adfærd eller holdning, især indenfor politik eller religion. Begrebet bruges dels med en ofte nedsættende betydning i den politiske debat, dels i den samfundsvidenskabelige forskning med en mere deskriptiv, neutral betydning.

## Etymologi
Ordet ekstremisme er kendt på dansk siden 1961. Det er formodentlig inspireret af engelsk extremism og adjektivet "ekstrem", som via fransk extrême kommer fra latin extremus ('yderst'). På engelsk er ordet extremism kendt siden 1865.

## Ingen præcis definition
Selvom ekstremisme betyder yderligtgående, er der ikke nogen konsensus om en mere præcis betydning af ordet. Det bruges i en række forskellige, omend beslægtede betydninger. Ekstremistiske holdninger kan således være holdninger, der 1) statistisk set er sjældne, 2) befinder sig langt fra medianen, eller 3) opretholdes med en særlig intensitet, eller som er forbundet med et konspiratorisk eller ligefrem patologisk verdenssyn.
Ekstremistiske holdninger kan i nogle tilfælde bevirke isolation fra det omgivende samfund eller selv være begrundet af en sådan isolation, og de kan opfattes som truende for den samfundsmæssige tryghed. Ekstremistiske holdninger kan somme tider være i konflikt med demokratiske styreformer og idealer om tolerance, ligesom de kan være kombineret med antidemokratiske holdninger og handlinger.

## Ekstremisme i Danmark
I 2014 offentliggjorde sektorforskningsinstitutionen SFI - Det Nationale Forskningscenter for Velfærd den første samlede kortlægning af politiske og religiøse antidemokratiske og/eller ekstremistiske miljøer i Danmark. Rapporten var bestilt og finansieret af Social- og Integrationsministeriet. Rapporten pegede på tre miljøer, "hvor antidemokratisme eller ekstremisme potentielt kan finde sted: højreradikale, venstreradikale og islamistiske miljøer". Rapporten angav også 15 konkrete grupperinger (seks højreradikale, fire venstreradikale og fem islamistiske), som ansås for antidemokratiske og/eller ekstremistiske.